# Pascal Soetens
 (septembre 2020).
Si vous disposez d'ouvrages ou d'articles de référence ou si vous connaissez des sites web de qualité traitant du thème abordé ici, merci de compléter l'article en donnant les références utiles à sa vérifiabilité et en les liant à la section « Notes et références ».
Pascal Soetens, plus connu sous le surnom de Pascal le grand frère, est un animateur de télévision, acteur, vidéaste web et sportif français né le 18 octobre 1969 à Paris.
Il est notamment connu pour être  l'animateur des émissions de coaching familial Pascal, le grand frère (2006-2012) sur TF1 et depuis octobre 2017 sur C8, Opération Tambacounda (2009) sur TF1, ainsi que de SOS : ma famille a besoin d'aide (2014-2016) et SOS : Un boulot pour mon ado en octobre 2015 sur NRJ 12.

## Biographie

### Jeunesse et formation
Pascal Soetens a grandi à Creil (Oise) avec certaines fréquentations difficiles, il a une jeunesse compliquée due à la dangerosité du quartier où il vivait, et à la violence de son père, ouvrier dans une usine de tôlerie, ancien soldat engagé durant la guerre d'Algérie, qu'il admire malgré tout. Lors d'un épisode de SOS : ma famille a besoin d'aide, il lui rend un vibrant hommage en affichant la photo de son père qui fut posée sur son cercueil. Il révèle par d'ailleurs à son sujet qu'il s'est suicidé à l'âge de 74 ans. Jeune, il rêve de devenir professeur d'EPS mais est contraint de suivre un enseignement technique pour avoir un BEP de fraiseur. Il effectue son service national de 1989 à 1990 à Bricy dans les fusiliers-commandos de l'air. Il est éducateur sportif et animateur socioculturel ainsi que ceinture noire de kung fu wushu 4e dan. Il est divorcé et a deux enfants, respectivement nés en 1997 et 1998.
Après de nombreuses expériences au sein de plusieurs municipalités et de nombreuses fédérations, il rejoint la mairie de Senlis où il assure la coordination de l’ensemble des structures jeunesses de la ville (centres de loisirs, clubs, etc.) en qualité de responsable du service Jeunesse. C’est en 2006 qu’il choisit de participer à une émission de télé-réalité sur TF1.
« Médaillé de la Jeunesse et des Sports », il est titulaire d'un Brevet d'État d'éducateur sportif 1er degré, du BP JEPS. Il est professeur et arbitre de la Fédération française de karaté et disciplines associées, et de la Fédération officielle des arts martiaux chinois.

### Carrière médiatique
Du 6 janvier 2006 au 28 août 2012, Pascal Soetens anime l'émission de coaching familial Pascal, le grand frère, et en 2009 l'Opération Tambacounda sur TF1. Les deux émissions sont produites par Julien Courbet.
Entre le 6 décembre 2012 et le 28 février 2013, il est coach sportif dans la neuvième saison de Star Academy diffusée sur NRJ 12.
En 2014, il participe à l'émission Les People passent le bac sur NRJ 12.
Du 15 avril 2014 au 4 décembre 2016, il anime sur NRJ 12 une émission venant en aide aux parents en difficulté. L'émission est intitulée SOS, ma famille a besoin d'aide. Le 25 octobre 2015, il anime aussi une autre émission intitulée SOS : Un boulot pour mon ado. L'émission a pour but d'aider les jeunes en échec scolaire à trouver un métier. Ces deux émissions sont encore une fois produites par Julien Courbet.
Le 1er juin 2016, il participe au tournage d'un numéro du jeu télévisé Fort Boyard, dans lequel il fait équipe avec Valérie Damidot, Amir Haddad, Flora Coquerel, Philippe Auriel et Jean-Luc Lemoine.
Depuis le 25 octobre 2017, il anime sur C8 Pascal, le grand frère un programme qui était diffusé sur TF1.
En 2018, il participe à l'épisode Le permis pilote de l'émission High Side, dans la rubrique « 1 Star, 1 Slider » (épisode diffusé pour la première fois le 16 mai 2018 à 21 h 50 sur RMC Découverte).
En 2020, il rejoint le casting de l’émission Les Mystères de l'amour diffusé sur TMC, chaque samedi et dimanche à partir de 19 h 50. Il y incarne Pascal Cordier, un directeur d'un établissement de nuit, à partir de l'épisode 13 de la saison 22 (diffusé pour la première fois le samedi 7 mars 2020).
En novembre 2020, il se lance sur YouTube en compagnie de Jean-Marc Nichanian sous le nom de « Pascal et JM ».
Le 5 septembre 2021, il apparaît une parodie où il joue son propre rôle sur la chaîne YouTube "Le monde à l'envers".
En avril 2024, il participe à l'émission The Power sur W9. Il termine à la onzième place sur treize candidats.
En mai 2025, il fait une apparition dans la cinquième saison de LOL : qui rit, sort ! sur Amazon Prime, lors de la carte Joker de Camille Chamoux.

## Distinctions
- Médaille de la jeunesse, des sports et de l'engagement associatif, bronze

## Palmarès
,
- 5e au championnat du monde de Karaté en 1996 (Taiwan, ICKF)
- vice champion d'Europe 1997 d'arts martiaux à l'Open British Kuoshu Tournament (Lutton, Angleterre, ICKF)
- 1/2 finaliste 1996 de Kung Fu à l'International Kung Fu Fighting (Perugia, Italie, ICKF)
- 1/4 de finaliste de lutte gréco-romaine en 1998 à l'European Championship (Manchester)
- 5 fois champion de France de Sanshou et Sanda (FFKWAA)

De 1995 à 2000, Pascal Soetens est membre de l’équipe de France de wushu (arts martiaux chinois).

## Publication
- Pascal Soetens, Pascal, une histoire, un grand frère, Editions Florent Massot, 19 mai 2010 (ISBN 978-2-916546-43-8)